# 喬普洛耶湖

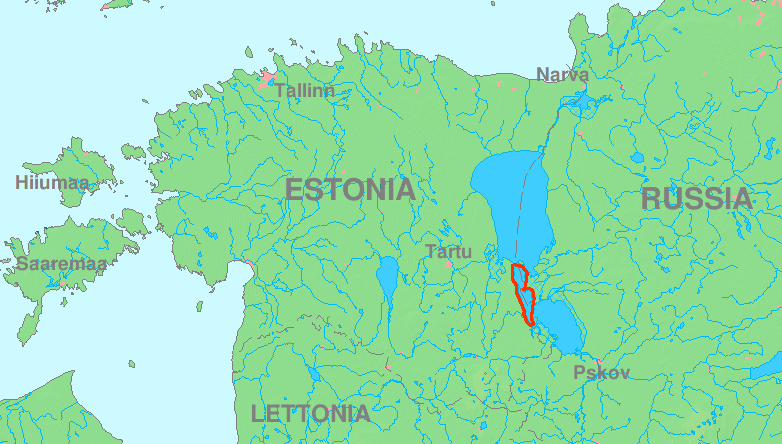
喬普洛耶湖（莱米湖）在佩普西-皮赫克瓦湖的位置

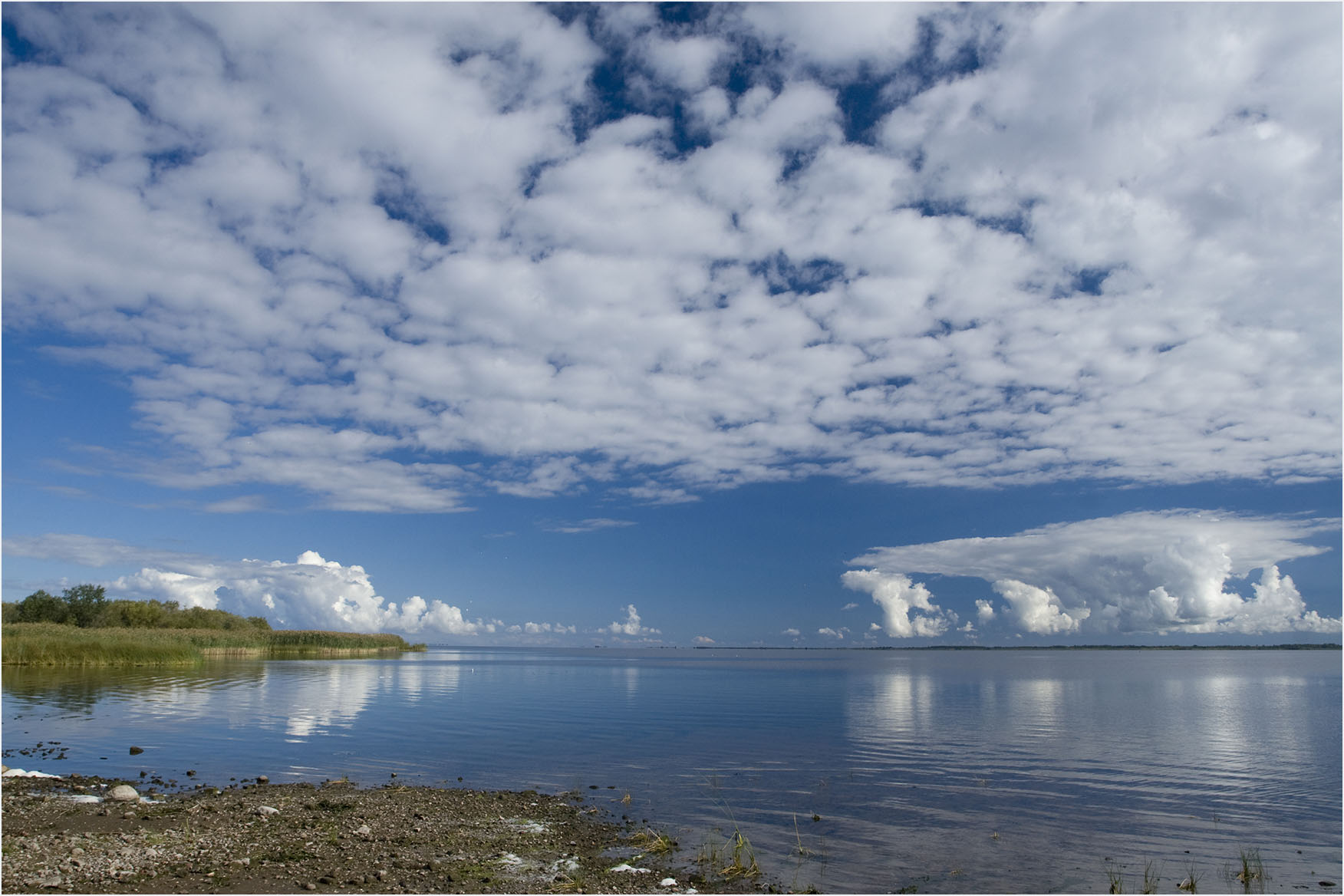
从湖的西岸眺望湖泊

喬普洛耶湖（羅馬化：Tyoploye），爱沙尼亚称之为莱米湖，是俄羅斯和愛沙尼亞的湖泊，为佩普西-皮赫克瓦湖三个部分中的中部，由普斯科夫州、塔爾圖縣和珀爾瓦縣負責管轄，面積236平方公里，平均水深3.3米，最大水深15.3米。